# Kleiwerd
Kleiwerd (Gronings: Klaiwerd), vroeger ook wel Cleywert gespeld, is een wierde in de gemeente Groningen. De wierde ligt aan de Zijlvesterweg, tussen Slaperstil en Dorkwerd. Er staan twee boerderijen; een op de noordflank van de wierde (Zijlvesterweg 17) en een aan oostzijde (Zijlvesterweg 15). Het onbebouwde deel van de wierde wordt ook wel 'veewierde' genoemd. Ten oosten van de wierde is in de Groninger wijk Heemwerd/Reitdiep een straat naar de wierde genoemd.
De naam betekent wierde van klei. De Friese tegenhanger is het gehucht Kleiterp nabij Wieuwerd. Een oudere naam voor de wierde zou 'Liuvurd' kunnen zijn geweest in de tijd dat het gebied waarin de wierde lag nog Lieuwerderwolde werd genoemd.

## Wierde
De wierde werd opgeworpen op een oeverwal van de Hunsinge rond 50 v.Chr. tijdens de ijzertijd, de tijd dat veel wierden in het moerassige kweldergebied ten westen en noordwesten van de huidige stad Groningen werden opgeworpen. De Hunsinge liep ten westen van de wierde. De wierde heeft een hoogte van 1,95 meter boven NAP en was vroeger nagenoeg rond van vorm. Tussen 1932 en 1943 werd de zuidwestflank gedeeltelijk afgegraven, waarbij onder andere potscherven, een schedel en een waterput werden gevonden. Hierdoor heeft de wierde een vrij steile helling aan westzijde. De wierde bestond vroeger uit twee hoogten, verdeeld over twee percelen. In 1994 werd de laagte tussen deze beide hoogten zonder vergunning opgevuld met grond. De wierde is aangewezen als archeologisch rijksmonument.

## Boerderijen

### Zijlvesterweg 15
Boerderij Zijlvesterweg 17, die ook Kleiwerd wordt genoemd, is een kop-rompboerderij gelegen op een apart omgracht en omsingeld perceel. De huidige boerderij werd rond 1930 gebouwd in een interbellumstijl. Naast de boerderij staat een kleine bijschuur. Het voorhuis en de schuur worden gedekt door een schilddak, dat bij de schuur uitloopt in uilenborden.

### Zijlvesterweg 17
Boerderij Zijlvesterweg 17, die ook Kleiwerd wordt genoemd, is eveneens een kop-rompboerderij gelegen op een apart omgracht en omsingeld perceel, dat vermoedelijk uit de 11e eeuw of eerder stamt en vroeger vastlag aan de wierde. Het voorhuis is gepleisterd en wordt gedekt door een zadeldak. De hoofdschuur is bedekt met een schilddak dat aan beide zijden uitloopt op een uilenbord met houten pirons. De voorgangers van de boerderij behoorden tot de reductie van Groningen tot het klooster Selwerd en daardoor daarna tot de provinciegoederen. De eerste gegevens over de boerderij dateren van 1632 en de boerderij staat voor het eerst afgebeeld op een kaart van Henricus Teysinga uit 1731. Op deze kaart is op dezelfde plek een kop-hals-rompboerderij met een Friese schuur te zien. Aan de vorm van de huidige boerderij is in elk geval vanaf begin 19e eeuw weinig veranderd. Begin 20e eeuw had de boerderij een serre, die mogelijk bij een verbouwing in 1968 verdwenen is. Ook is de rechterzijgevel van de hoofdschuur in een onbekend jaar naar buiten geplaatst om er een dubbele koestal in te kunnen herbergen. In 1972 werd achter de hoofdschuur een melklokaal gebouwd. Naast de schuur stond vroeger een vrijstaande bijschuur, die in 1978 is gesloopt en vervangen door nieuwe schuren naast, ten noorden en ten oosten van de boerderij. De boerderij is sinds 2006 aangewezen als gemeentelijk monument.

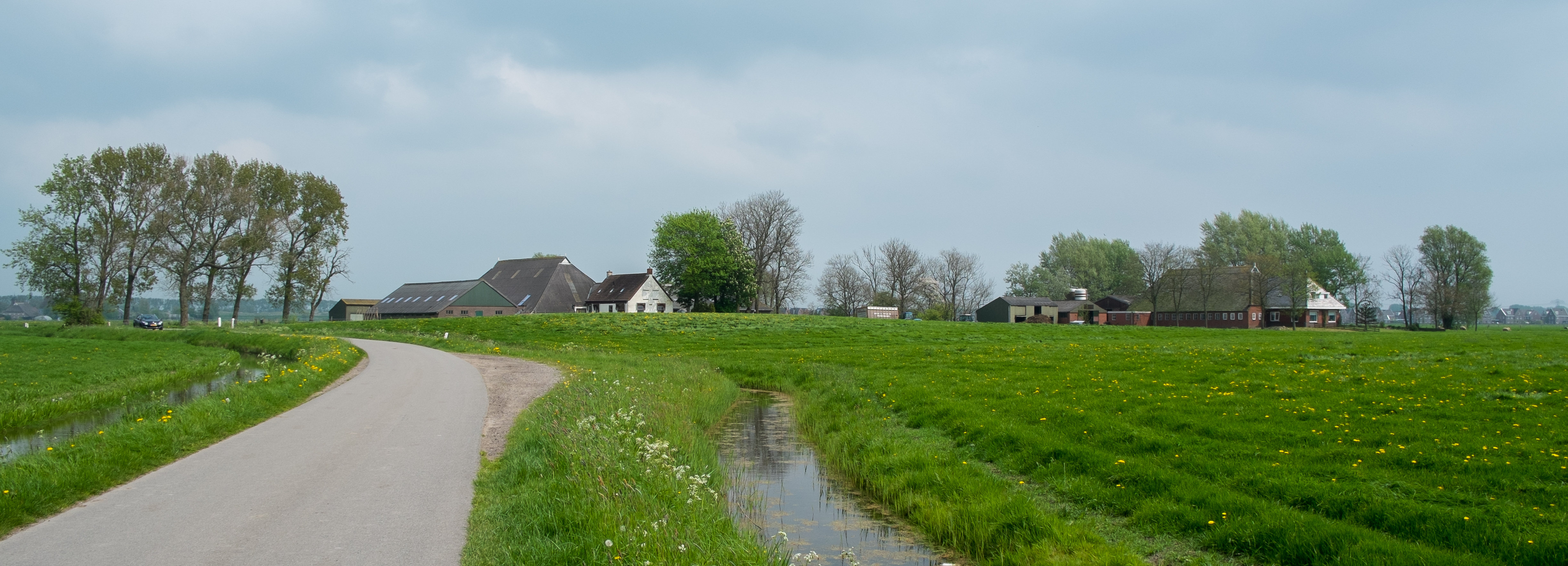
Wierde Kleiwerd met links boerderij Kleiwerd (Zijlvesterweg 17) en rechts boerderij Zijlvesterweg 15
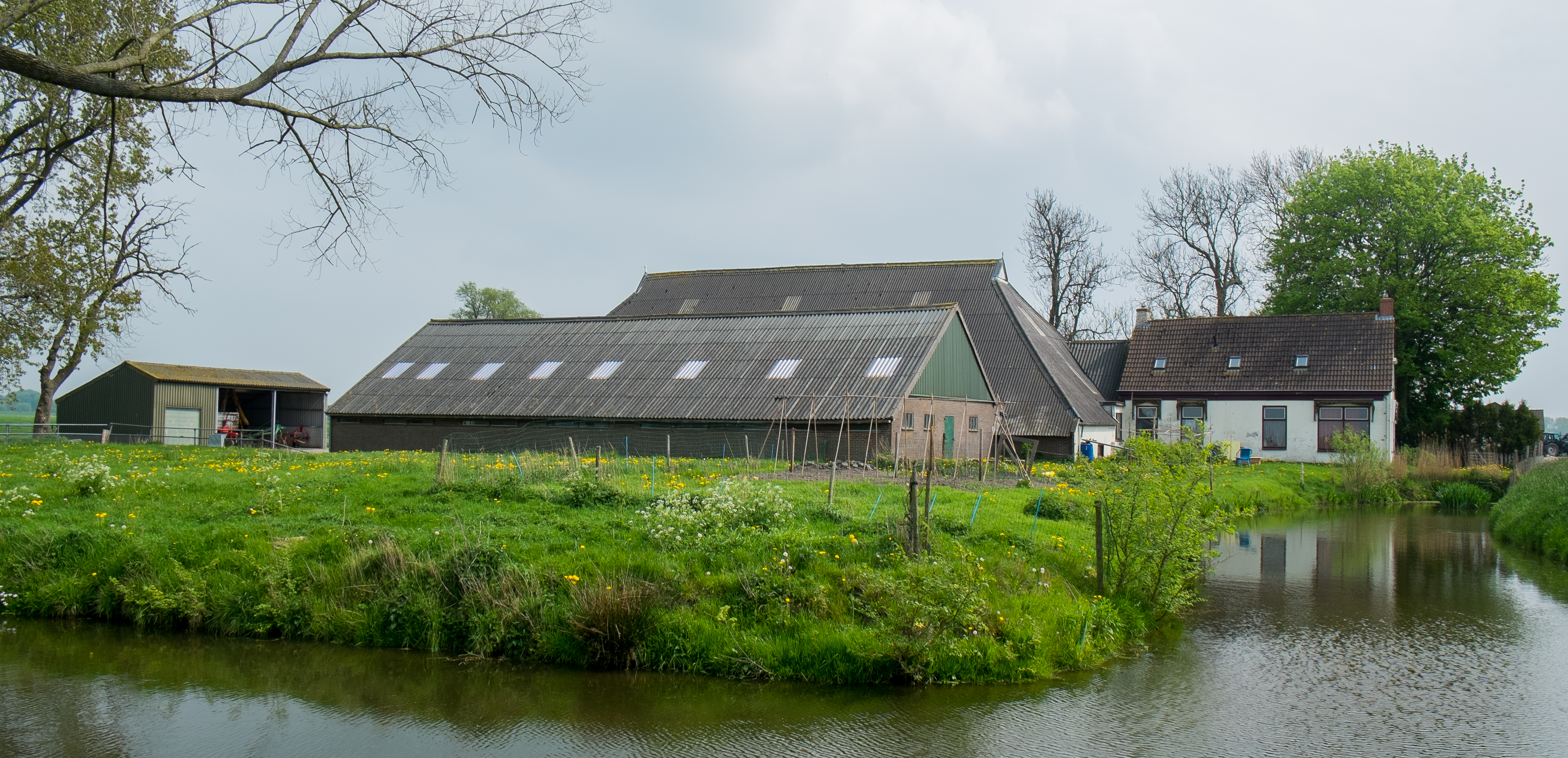
Boerderij Kleiwerd